# Werner von Rhede
Werner von Rhede (* im 13. Jahrhundert; † im 14. Jahrhundert) war Domherr in Münster.

## Leben
Werner von Rhede, Spross des westfälischen Adelsgeschlechts Rhede, wurde als Sohn des Ritters Werner von Rhede und dessen Gemahlin Christina von Linnebeke geboren und fand am 29. Mai 1273 als Domherr zu Münster urkundliche Erwähnung. Zusammen mit seinem Bruder Johannes gehörte er zu den wichtigsten Anhängern des Domdechanten Lutbert von Langen im Kampf gegen Bischof Otto von Rietberg. Am 18. August 1306 sagte er mit 11 anderen Domherren als Zeuge aus. Der Bischof wurde nach dem vom Domkapitel angestrebten Prozess vom Kölner Erzbischof abgesetzt.